# Bas (bier)
Bas is een Belgisch bier van hoge gisting.
Het bier wordt sinds 2008 gebrouwen in De Proefbrouwerij voor de bierfirma Bas-bieren te Ertvelde. 
Het is een goudblond bier met een alcoholpercentage van 6,5%.